# Чжао Юэ (фигуристка)
Чжа́о Юэ́ (кит. упр. 赵悦, пиньинь Zhào Yuè; род. 23 января 1995, Харбин) — китайская фигуристка, выступавшая в танцах на льду. В паре с Чжэн Сюнем становилась чемпионкой Китая (2016), участницей Гран-при и чемпионата четырёх континентов.

## Карьера
Чжао начала заниматься фигурным катанием в 2001 году в возрасте шести лет.
На протяжении пяти сезонов выступала в танцах на льду с партнёром Лю Чаном. Они завоевали бронзовые медали чемпионата Китая 2013, благодаря чему были выбраны национальной Федерацией фигурного катания для участия в ряде международных турниров, в том числе Всемирных университетских играх.
Результаты пары, достигнутые на чемпионате четырёх континентов 2014 были аннулированы, ввиду того, что в анализах партнёра был найден преднизолон, находящийся в запрещенном списке ВАДА, инъекцию которого Лю получил в период подготовки к чемпионату из-за продолжающихся острых болей в суставах.
В 2014 году Чжао образовала танцевальную пару с многократным чемпионом Китая и участником двух Олимпийских игр Чжэн Сюнем, начавшем поиск новой партнёрши после того, как завершила карьеру Хуан Синьтун, с которой он катался более двенадцати лет.
В дебютном же сезоне они получили приглашение на соревнования престижной серии Гран-при. На чемпионате страны Чжэн с новым партнёром завоевала серебро, и в ранге вице-чемпионки Китая отправилась на чемпионат четырёх континентов 2015. Второй совместный год принёс фигуристам победу на национальном чемпионате, после чего Чжэн, один из самых опытных танцоров страны, завершил карьеру.
После распада пары Чжао начала тренерскую деятельность, а впоследствии присоединилась к команде по синхронному фигурному катанию, и в её составе стала участницей чемпионата мира.

## Программы
(Выступления с Чжэн Сюнем)
| Сезон     | Короткий танец                                                                      | Произвольный танец                                                                   |
| --------- | ----------------------------------------------------------------------------------- | ------------------------------------------------------------------------------------ |
| 2015–2016 | - Вальс: «La Valse Champagne» Патрик Дойл - Полька: «La Polka de Paris» Патрик Дойл | - «Je suis malade» Лара Фабиан                                                       |
| 2014–2015 | - Пасодобль: «Тореро» Родион Щедрин - Фламенко: «Farrucas» Пепе Ромеро              | - «Cartoon» Рафаэль Бо - «Oblivion» Астор Пьяццолла - «Assassin’s Tango» Джон Пауэлл |

(Выступления с Лю Чаном)
| Сезон     | Короткий танец                                                                                 | Произвольный танец                                                                        |
| --------- | ---------------------------------------------------------------------------------------------- | ----------------------------------------------------------------------------------------- |
| 2013–2014 | - Квикстеп: «All I Do Is Dream of You» Джин Келли - Фокстрот: «Singin’ in the Rain» Джин Келли | - Музыка из «Мулен Руж!» - «Sparkling Diamonds» - «Come What May» - «El Tango de Roxanne» |

## Результаты
(Выступления с Чжэн Сюнем)
| Соревнования                  | 14/15         | 15/16         |
| Международные                 | Международные | Международные |
| ----------------------------- | ------------- | ------------- |
| Чемпионат четырёх континентов | 10            |               |
| Гран-при. Cup of China        | 8             | 5             |
| Национальные                  |               |               |
| Чемпионат Китая               | 2             | 1             |

(Выступления с Лю Чаном)
| Соревнования                  | 09/10         | 10/11         | 11/12         | 12/13         | 13/14         |
| Международные                 | Международные | Международные | Международные | Международные | Международные |
| ----------------------------- | ------------- | ------------- | ------------- | ------------- | ------------- |
| Чемпионат четырёх континентов |               |               |               |               | DSQ           |
| Универсиада                   |               |               |               |               | 15            |
| Чемпионат мира среди юниоров  |               |               |               |               | 19            |
| Юниорский Гран-при. Польша    |               |               |               |               | 11            |
| Юниорский Гран-при. Словакия  |               |               |               |               | 10            |
| Национальные                  |               |               |               |               |               |
| Чемпионат Китая               | 7             | 7             | 6             | 3             | 6             |